# Resolutie 1992 Veiligheidsraad Verenigde Naties
Resolutie 1992 van de Veiligheidsraad van de Verenigde Naties werd op 29 juni 2011 unaniem aangenomen door de VN-Veiligheidsraad.
De resolutie verlengde de autorisatie om drie gevechtshelikopters van de naburige missie in Liberia in te zetten in Ivoorkust met drie maanden en de autorisatie van 2000 bijkomende troepen met één maand.

## Achtergrond
In 2002 brak in Ivoorkust een burgeroorlog uit tussen de regering in het christelijke zuiden en rebellen in het islamitische noorden van het land. In 2003 leidden onderhandelingen tot de vorming van een regering van nationale eenheid en waren er Franse- en VN-troepen aanwezig. In 2004 zegden de rebellen hun vertrouwen in de regering op en namen opnieuw de wapens op. Het noorden van het land werd voornamelijk door deze Forces Nouvelles gecontroleerd.
Na de presidentsverkiezingen eind 2010 ontstonden wederom onlusten toen zittend president Laurent Gbagbo op post bleef ondanks de internationaal erkende overwinning van Alassane Ouattara.

## Inhoud

### Waarnemingen
Sedert resolutie 1609 uit 2005 al werkten de VN-vredesmachten in de buurlanden Ivoorkust en Liberia samen.
De situatie nabij de grens tussen beide landen bleef intussen fragiel en volgens de Secretaris-Generaal speelden de tijdelijk van UNMIL naar UNOCI overgeplaatste troepen een belangrijke rol.

### Handelingen
De Veiligheidsraad autoriseerde daarom een verlenging van de overplaatsing van drie bemande gevechtshelikopters tot 30 september 2011.
De tijdelijke autorisatie van 2000 extra manschappen in Ivoorkust werd verlengd tot 31 juli 2011.

## Verwante resoluties
- Resolutie 1980 Veiligheidsraad Verenigde Naties
- Resolutie 1981 Veiligheidsraad Verenigde Naties
- Resolutie 2000 Veiligheidsraad Verenigde Naties
- Resolutie 2062 Veiligheidsraad Verenigde Naties (2012)

Lijst ·  1967 ·  1968 ·  1969 ·  1970 ·  1971 ·  1972 ·  1973 ·  1974 ·  1975 ·  1976 ·  1977 ·  1978 ·  1979 ·  1980 ·  1981 ·  1982 ·  1983 ·  1984 ·  1985 ·  1986 ·  1987 ·  1988 ·  1989 ·  1990 ·  1991 ·  1992 ·  1993 ·  1994 ·  1995 ·  1996 ·  1997 ·  1998 ·  1999 ·  2000 ·  2001 ·  2002 ·  2003 ·  2004 ·  2005 ·  2006 ·  2007 ·  2008 ·  2009 ·  2010 ·  2011 ·  2012 ·  2013 ·  2014 ·  2015 ·  2016 ·  2017 ·  2018 ·  2019 ·  2020 ·  2021 ·  2022 ·  2023 ·  2024 ·  2025 ·  2026 ·  2027 ·  2028 ·  2029 ·  2030 ·  2031 ·  2032